# Шонга (приток Кепы)
Шонга — река в России, протекает по Калевальскому району Карелии.
Вытекает из озера Хейня. Протекает через озеро Шонго. Устье реки находится в 30 км по правому берегу реки Кепа. Высота устья — 93,1 м над уровнем моря. Длина реки составляет 49 км, площадь водосборного бассейна 347 км².
В нижнем течении Шонга протекает через озеро Шонго, в которое впадает ручей, вытекающий из озера Питкаярви.
На реке находится нежилой посёлок Шонга. Ближайшие населённые пункты: Кепа (12 км северо-восточнее среднего течения реки), Куусиниеми (15 км западнее истока реки).

## Притоки
(от устья к истоку)
- в 6 км от устья, по левому берегу реки впадает река Ханьголу, вытекающая из озера Ханьголуярви
- в 11 км от устья, по левому берегу реки впадает река Кивиоя
- Пильзамо (правый)
- из озера Солмушь (левый)
- Чёрный (правый)
- из озера Кивиярви (правый)
- из озера Шампилампи (правый)

## Галерея

Шонга
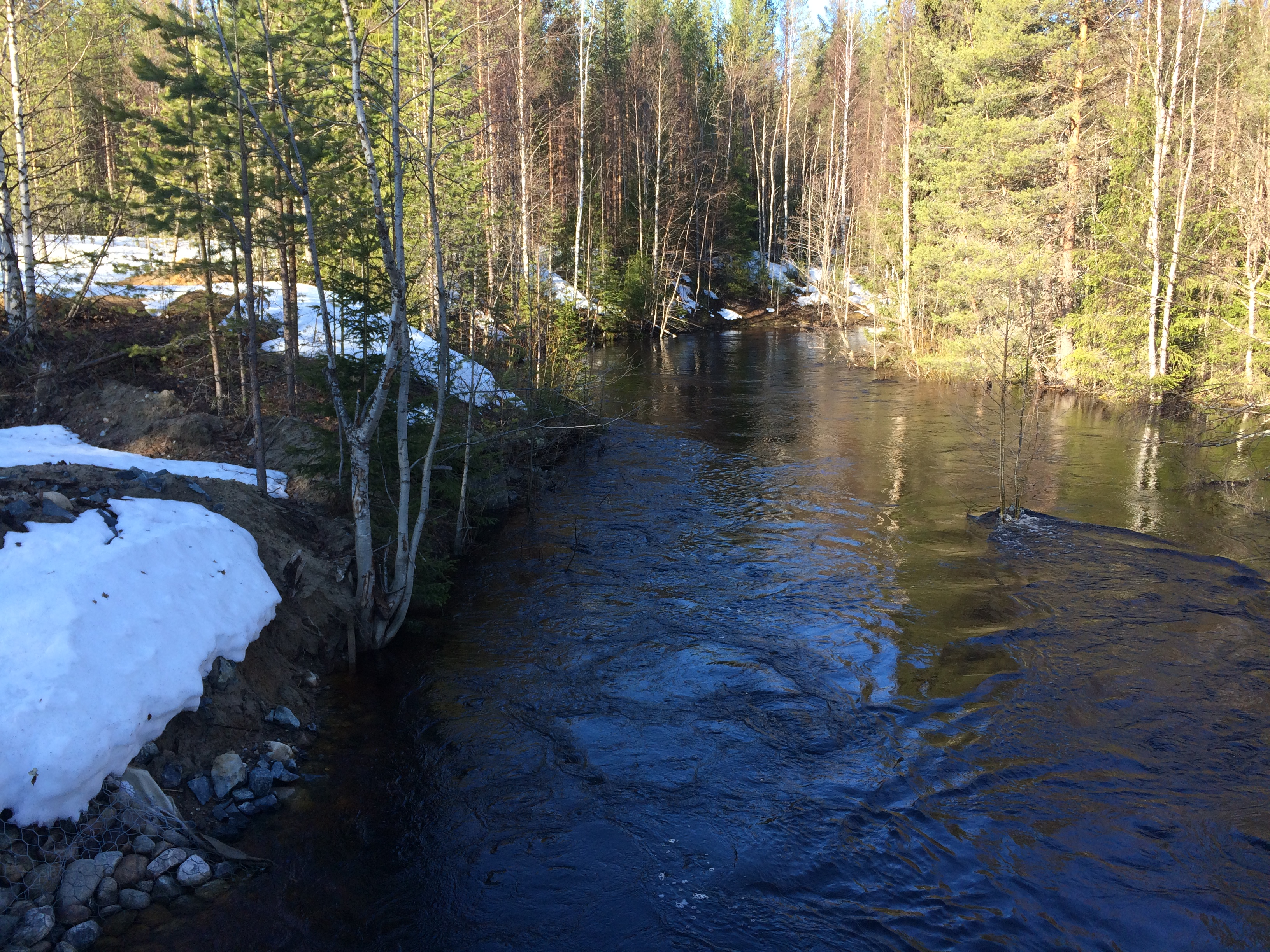
Вид против течения.
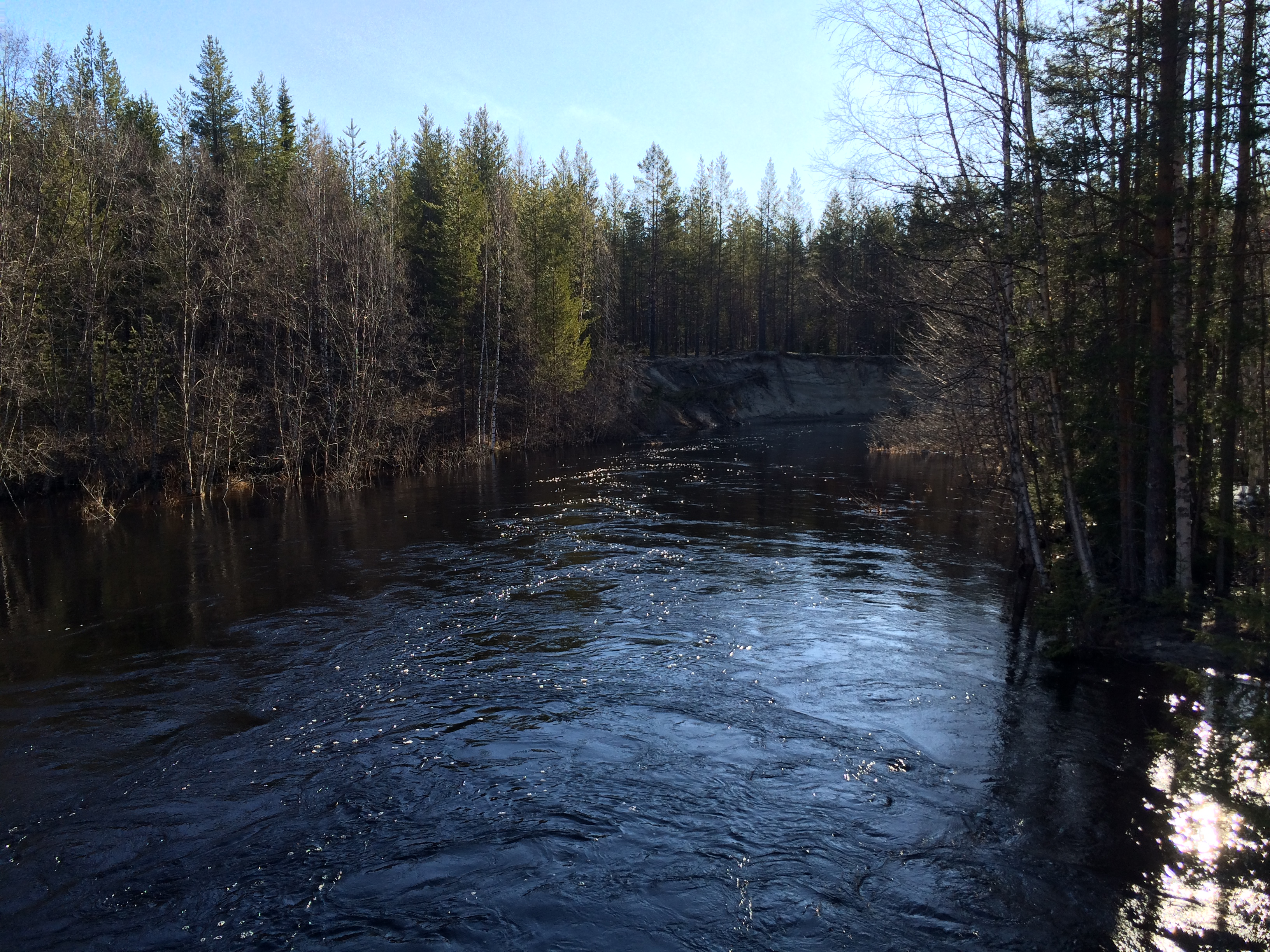
Вид по течению.

## Данные водного реестра
По данным государственного водного реестра России относится к Баренцево-Беломорскому бассейновому округу, водохозяйственный участок реки — Кемь от Юшкозерского гидроузла до Кривопорожского гидроузла. Речной бассейн реки — бассейны рек Кольского полуострова и Карелии, впадает в Белое море.
Код объекта в государственном водном реестре — 02020000912102000004409.